# Mantan Moreland
Mantan Moreland (Monroe, 3 settembre 1902 – Hollywood, 28 settembre 1973) è stato un attore statunitense.

## Filmografia parziale

### Cinema
- Verdi pascoli (The Green Pastures), regia di Marc Connelly e William Keighley (1936)
- La via delle stelle (Star Dust), regia di Walter Lang (1940)
- La riva dei peccatori (Lady from Lousiana), regia di Bernard Vorhaus (1941)
- King of the Zombies, regia di Jean Yarbrough (1941)
- Michael Shayne e l'enigma della maschera (Dressed to Kill), regia di Eugene Forde (1941)
- Let's Go Collegiate, regia di Jean Yarbrough (1941)
- La prima è stata Eva (It Started with Eve), regia di Henry Koster (1941)
- Tarzan a New York (Tarzan's New York Adventure), regia di Richard Thorpe (1942)
- Sim salà bim (A-Haunting We Will Go), regia di Alfred L. Werker (1942)
- Girl Trouble, regia di Harold D. Schuster (1942)
- Occhi nella notte (Eyes in the Night), regia di Fred Zinnemann (1942)
- Ritrovarsi (The Palm Beach Story), regia di Preston Sturges (1942)
- La doppia vita di Andy Hardy (Andy Hardy's Double Life), regia di George B. Seitz (1942)
- Due cuori in cielo (Cabin in the Sky), regia di Vincente Minnelli (1943)
- La fortuna è bionda (Slightly Dangerous), regia di Wesley Ruggles (1943)
- Avventura in montagna (Hit the Ice), regia di Charles Lamont (1943)
- Melody Parade, regia di Arthur Dreifuss (1943)
- Swing Fever, regia di Tim Whelan (1943)
- Charlie Chan in the Secret Service, regia di Phil Rosen (1944)
- La fidanzata di tutti (Pin Up Girl), regia di H. Bruce Humberstone (1944)
- Charlie Chan in the Chinese Cat, regia di Phil Rosen (1944)
- Black Magic, regia di Phil Rosen (1944)
- The Jade Mask, regia di Phil Rosen (1945)
- The Scarlet Clue, regia di Phil Rosen (1945)
- The Shanghai Cobra, regia di Phil Karlson (1945)
- Charlie Chan e l'alibi oscuro (Dark Alibi), regia di Phil Karlson (1946)
- Charlie Chan a Chinatown (Shadows Over Chinatown), regia di Terry O. Morse (1946)
- Charlie Chan in trappola (The Trap), regia di Howard Bretherton (1946)
- L'anello cinese (The Chinese Ring), regia di William Beaudine (1947)
- I Docks di New Orleans (Docks of New Orleans), regia di Derwin Abrahams (1948)
- L'occhio d'oro (The Golden Eye), regia di William Beaudine (1948)
- Il serpente piumato (The Feathered Serpent), regia di William Beaudine (1948)
- Il drago volante (The Sky Dragon), regia di Lesley Selander (1949)
- Jerry 8¾ (The Patsy), regia di Jerry Lewis (1964)
- Alvarez Kelly, regia di Edward Dmytryk (1966)
- Spider Baby, regia di Jack Hill (1967)
- L'uomo caffelatte (Watermelon Man), regia di Melvin Van Peebles (1970)
- Perdipiù il segugio fannullone (The Biscuit Eater), regia di Vincent McEveety (1972)

### Televisione
- Giulia (Julia) – serie TV, episodio 2x03 (1969)
- Love, American Style – serie TV, episodi 1x01-2x08 (1969-1970)
- The Bill Cosby Show – serie TV, episodio 1x17 (1970)
- Adam-12 – serie TV, episodio 3x10 (1970)